# Cal Ramon (Sallent)
Cal Ramon és un edifici de Sallent (el Bages) que havia estat una fàbrica de riu.
L'edifici està situat a tocar del Pont Vell de Sallent, actualment sense ús i en estat ruïnós.
Tot i que té una part de teulada esfondrada, conserva una nau amb vidrieres típiques de les naus industrials del segle xix. A tocar de les parets es conserva l'entrada del canal i la resclosa en tota l'amplada del riu, inclinada a la dreta.
L'indret havia estat anteriorment una farga d'aram que l'any 1806 va ser adquirida per la societat Manuel Solà i Cia. per reconvertir-la en fàbrica tèxtil, la qual consta que l'any 1818 ja estava en marxa. El 1828 es va partir la fàbrica en dues parets mitgeres. La més propera al pont, propietat de Ramon Esteve, va ser la coneguda com cal Ramon, mentre que l'altra era Cal Rei, la qual va ser la fàbrica dels Viladomiu molts anys abans que Tomàs Viladomiu es decidís a crear la colònia Viladomiu.